# Mon chéri
是日本女性聲優田村由香里的單曲唱片，由KING RECORDS製作及發行，商品編號為NMAX-70001。

## 概要
- 為演唱會會場限定商品，不作公開發售。
- 2008年3月28日在田村由香里的演唱會「 Love ♥ Live 2008 ＊Chelsea Girl＊」會場內首次發售。

## 收錄曲目
1. - 作詞：椎名可憐，作曲、編曲：太田雅友
  - 在2007年田村由香里的演唱會「 2007 Summer ＊Sweet Milky Way＊」中首次發布的歌曲。
2. - 作詞：，作曲：，編曲：
  - 歌曲設定為由香里王國的公主──由香里公主主唱的歌曲。
  - 歌曲在田村由香里主持的電台節目首次發布。有別於播放普通歌曲，田村由香里在播放前並沒有介紹歌曲。
  - 是一首電波歌曲。田村在電台節目中對此曲的感覺是「錄音時快樂地唱，但再唱的時候就會感到害羞」